# Diabrotica zikani
Diabrotica zikani es una especie de insecto coleóptero de la familia Chrysomelidae. Fue descrita en 1968 por Bechyne.